# Friederike Zeileis
Friederike Zeileis (también conocida como Friederike Mekler von Traunwies, (Großjedlersdorf, 20 de diciembre de 1872 - Gallspach, 1954) fue una activista austriaca por los derechos de las mujeres y una de las miembros fundadoras de la Alianza Internacional por el Sufragio Femenino. También participó en la fundación e implementación del Vienna Settlement Movement, desempeñando diversos cargos en su junta directiva desde 1901 hasta 1932.

## Biografía
Friederike Mautner von Markhof, conocida como "Fritzi", nació el 20 de diciembre de 1872 en Grobjedlersdoft un pueblo cerca de Viena, en Austria-Hungría,. Hija de Karoline "Charlotte" (de soltera Biehler) y Georg Heinrich Mautner von Markhof.  La familia de su padre, originaria de Smiřice en Bohemia, se dedicaba a la elaboración de cerveza, y su abuelo, fue nombrado caballero por desarrollar un método para producir industrialmente levadura comprimida. Su padre amplió la cervecería, que se convirtió en la tercera destilería más grande de Europa,   abriendo una fábrica de levadura y elaboración de cerveza en Floridsdorf en 1864 y otra en 1893. Mautner von Markhof creció en una familia judía rica y asimilada, conocida tanto por su filantropía como por sus esfuerzos empresariales. El 21 de junio de 1894 se casó con Luther (Dr. Ludwig) Mekler von Traunwies, procurador del Ministerio de Finanzas de la Baja Austria,  quien murió en Baden el 2 de septiembre de 1901.

## Activismo
En 1901, Mekler von Traunwies se unió a las fundadoras, Marie Lang y Else Federn, y a otras mujeres interesadas como Marianne Hainisch, Betty Kolm, Grete Löhr, la baronesa Amelie von Langenau y Lydia von Wolfring en el establecimiento de la Sociedad de Asentamientos de Viena.  [Notes 2] Basada en el modelo del asentamiento de Passmore Edwards en Londres, la sociedad tenía como objetivo ayudar a los pobres y proporcionaba un jardín de infancia, comidas, clínicas médicas y tardes de teatro para niños y sus padres.
En 1903, Mekler von Traunwies se desempeñaba como presidenta de la Sociedad de Asentamientos de Viena y ocuparía el cargo durante los siguientes cuatro años. Asistió a la 2ª Conferencia de la Alianza Internacional por el Sufragio Femenino celebrada en Berlín en 1904, que fue su reunión organizativa y se unió a la asociación como uno de los miembros fundadores.  En 1905 se casó con Valentin Zeileis, un divorciado con un hijo pequeño, Friedrich G. Zeileis.  La familia recién constituida se mudó a un apartamento en el número 7 de Reichsratstraße y Zeileis desarrolló un fuerte vínculo con su nuevo hijastro.  A su vez, la influencia de su familia fue fundamental para ayudar a Valentin a conseguir los contactos comerciales que necesitaba.  Continuó su participación en el movimiento sufragista, traduciendo para Carrie Chapman Catt en un viaje a Viena en 1906. Catt y Aletta Jacobs viajaron a Austria después de la Conferencia de Copenhague de la IWSA para debatir sobre los derechos de las mujeres con feministas austriacas.  En 1907 permaneció activa en el Bund Österreichischer Frauenvereine  (Federación de Organizaciones de Mujeres Austriacas),  pero renunció como presidenta de la Sociedad de Asentamiento de Viena, asumiendo el cargo de vicepresidenta, puesto en el que permaneció hasta 1920. 

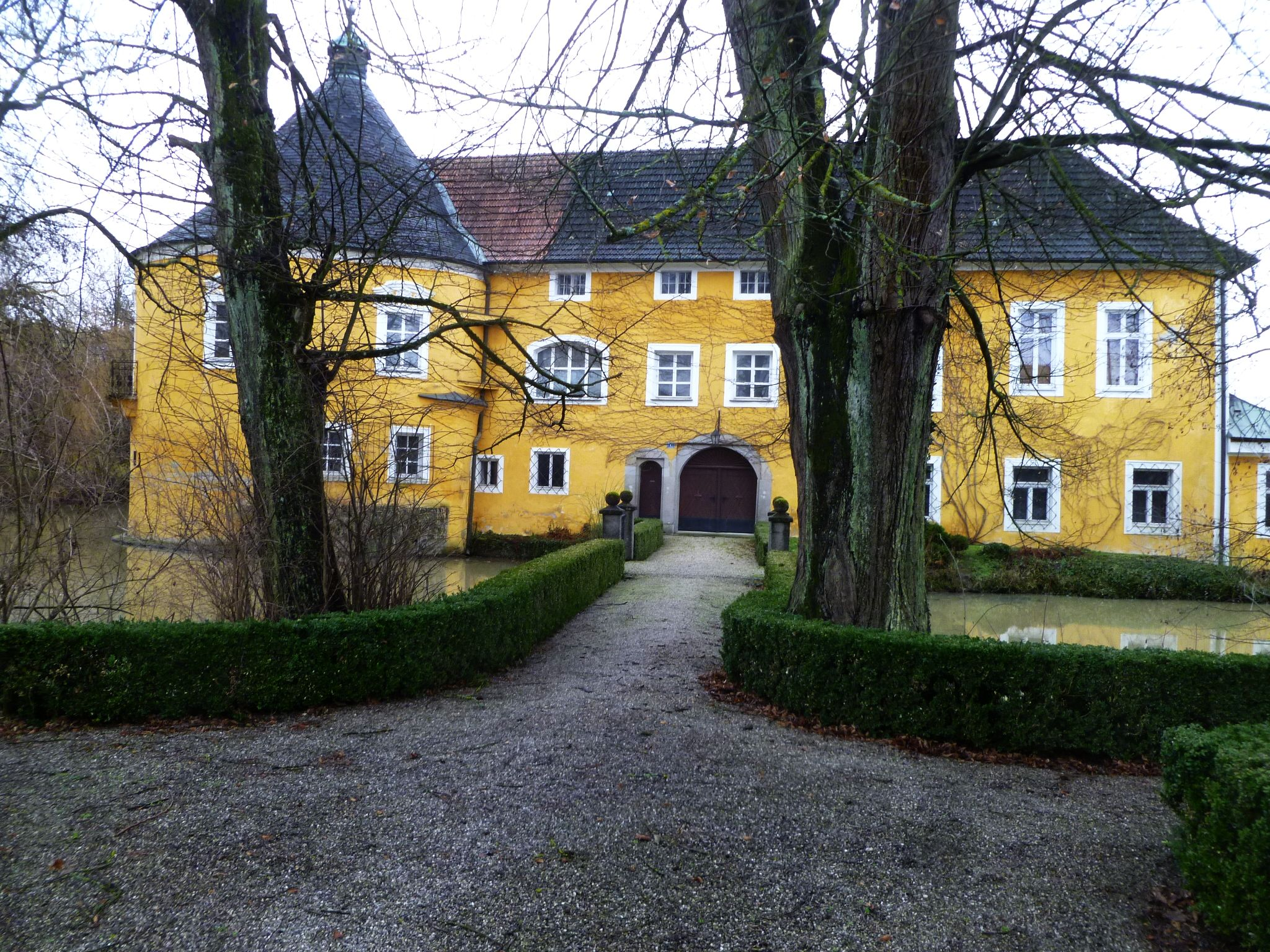
Castillo de Gallspach

En 1912, el marido de Zeileis, Valentin, compró el Castillo de Gallspach de su amigo Hugo Seyrl, propietario de una cervecería. Durante ocho años viajó entre Gallspach y Viena, renovando el castillo y convirtiéndolo en un balneario. Cuando la legislatura austriaca aprobó una ley en 1919 que hacía que todos los castillos deshabitados estuvieran sujetos a la expropiación gubernamental, Valentin instaló permanentemente a su familia en Gallspach.  Aunque Zeileis ya no vivía en Viena, siguió activa en la sociedad de asentamientos, sirviendo como miembro o en su junta directiva al menos hasta 1932.

## Muerte y legado
Zeileis Acio murió en 1954 (el 4 de mayo) en Gallspach.